# Гремячье (Орловская область)
Гремячье — деревня в Покровском районе Орловской области России.
Входит в состав Берёзовского сельского поселения.

## География
Расположена на реке Труды восточнее деревни Теряево и юго-восточнее административного центра поселения — села Берёзовка. Западнее деревни находится автомобильная дорога, выходящая на автомагистраль Р-119.

### Улицы
- ул. Луговая
- ул. Молодёжная
- ул. Привольная
- ул. им. В. Ф. Рыбкина

## Население
| 2002 | 2010 |
| ---- | ---- |
| 174  | ↘146 |